# Akbar Eftekhari
Akbar Eftekhari (Bandar-e Emam Khomeyni, 7 dicembre 1943 – Teheran, 9 novembre 2017) è stato un calciatore iraniano, di ruolo centrocampista.

## Carriera

### Club
Ha sempre giocato nel campionato iraniano.

### Nazionale
Con la maglia della nazionale ha vinto la Coppa d'Asia 1968.

## Palmarès

### Nazionale
- Coppa d'Asia: 1

1968